# اتحادیه فوتبال شهرستان هارتفوردشیر
اتحادیه فوتبال شهرستان هارتفوردشیر (به انگلیسی: Hertfordshire County Football Association) که به سادگی با نام هارتفوردشیر اف‌ای نیز شناخته می‌شود، بدنه حاکم بر فوتبال در شهرستان هارتفوردشیر، انگلستان است. در سال ۱۸۸۵ و پس از اینکه تیم‌های موجود در آن زمان که حدود ۲۰ تیم بودند توافق کردند تا برای بحث در مورد وضعیت خود در یک جلسه گرد هم آیند، اتحادیه فوتبال هارتفوردشیر طور تصادفی شکل گرفت و در نهایت، تیم‌ها به عضویت آن درآمدند.

## تاریخچه
در اوایل دهه ۱۸۸۰، ۲۰ باشگاه در هارتفوردشیر فعالیت می‌کردند و با توجه به رشد علاقه، دفتردار باشگاه سنت البنز، آقای کوک، جلسه‌ای را در سال ۱۸۸۵ برگزار کرد که قرار شد در دفتر مرکزی اتحادیه فوتبال برگزار شود که آن زمان در خیابان ۵۱ های هوبرن در مرکز لندن قرار داشت، اما در بدو ورود متوجه شدند که دفتر بسته‌است. میخانه فارینگدون در همان نزدیکی، مکان جایگزین برای جلسه شد.
در فصل اول، ۲۰ باشگاه عضو شد و تعداد آنها سال به سال افزایش یافت تا امروز که این تعداد نزدیک به ۲۵۰۰ تیم است.
تاریخ‌های کلیدی در توسعه اتحادیه فوتبال شهرستان هارتفوردشیر به تفصیل در زیر آمده‌است:
۱۸۸۵: اتحادیه با ۲۰ باشگاه عضو، شکل گرفت.
۱۸۹۴: با مشورت آقای انگلیش، استاد گرامر انگلیسی در مدرسه هیچین و دفتردار اتحادیه در فاصله سال‌های ۱۸۹۴ تا ۱۸۹۸، طرحی برای کنترل امور اتحادیه توسط یک شورا ارائه شد. طرح اولیه، آن اندازه توسعه یافته و بهبود یافته بود که مبنایی شد برای اداره اتحادیه فوتبال هارتفوردشیر تا به امروز.
۱۹۰۱: اتحادیه با مشکلات بزرگی روبرو بود تا آنکه جورج واگستاف سیمونز وارد عمل شد. در طول ۱۸ سال مسئولیت او، سرنوشت اتحادیه تغییر کرد. زمانی که او امو را بر عهده گرفت، کمتر از ۴۰ باشگاه وجود داشت و بودجه آنها، زیر ۲۰ پوند بود. زمانی که کار را به جانشینش سپرد، تعداد اعضا افزایش یافت و بیش از ۲۰۰ باشگاه عضو شدند و در پایان جنگ بزرگ، دارایی‌های اتحادیه به ۵۰۰ تا ۶۶ پوندی رسید که مبلغ هنگفتی در آن روزها بود.
۱۹۲۴: واگستاف سیمونز رئیس شورای اتحادیه فوتبال هارتفوردشیر و همچنین نماینده این اتحادیه در شورای اتحادیه فوتبال شد؛ سمت‌هایی که تا سال ۱۹۵۱ در اختیار داشت. در طول مدت حضورش در اتحادیه، او رئیس کمیته بین‌المللی گزینش شد و نه تنها به عنوان سخنرانی شیوا در مورد همه موضوعات مربوط به اتحادیه، بلکه به عنوان مرجعی در قوانین و تصویب آن، اعتبار یافت.
۱۹۳۵: اتحادیه شهرستان با ضیافت جشن و کنسرتی که در رستوران هوبرن برگزار شد، به سالگرد طلایی خود رسید. در طول شب، آقای واگستاف سیمونز بیان کرد: «نمی‌گویم اتحادیه فوتبال هارتفوردشیر عالی است، اما رسیدن به آن نقطه دور از دسترس نیست». با پیشنهاد سر استنلی رَوس، دفتردار اتحادیه فوتبال انگلستان، باده‌ها را به افتخار اتحادیه فوتبال هارتفوردشیر نوشیدند. روس ده سال قبل از این سمت، یکی از اعضای شورای اتحادیه فوتبال هارتفوردشیر بود.
۶۱–۱۹۵۱: در این دوره، جمعیت هارتفوردشیر تا ۳۴ درصد افزایش یافت که مشکلات بزرگی به دلیل کمبود زمین‌های بازی و امکانات تفریحی ایجاد شد. اتحادیه درخواست کمک مالی به فدراسیون فوتبال کرد که بدون آن نمی‌شد کاری اساسی کرد.
۱۹۶۰: انجمن ۷۵امین سالگرد خود را جشن گرفت و در مراسم شام، سر استنلی روس، که اکنون شوالیه افتخاری شده‌بود، پیشنهاد داد تا به افتخار اتحادیه فوتبال هارتفوردشیر بنوشند. در سال ۱۹۸۵، سر استنلی مهمان افتخاری در جشن صدمین سالگرد انجمن بود که در تالار شهر واتفورد برگزار شد.
۱۹۶۱: ساندی فوتبال تحت کنترل اتحادیه فوتبال هارتفوردشیر قرار گرفت و با گسترش سریع آن، صدها بازیکن جدید به دنیای فوتبال معرفی شد.
۱۹۹۸: اتحادیه فوتبال جوانان شهرستان هارتفوردشیر به بخش‌های این نهاد اضافه شد.
۱۹۹۹: اتحادیه فوتبال هارتفوردشیر، یک شرکت محدود شد، یکی از اولین شهرستان‌ها در انگلستان که در این زمینه پیشقدم شد. پس از تلاش‌های فراوان کیبل، اریک هند و سیسیل هادسون، مدیر عامل وقت اتحادیه، ران کیبل اعلام کرد که سرانجام با خرید زمین باشگاه فوتبال لچ‌ورث، دوران خانه‌بدوشی این اتحادیه به پایان رسیده‌است و دفتر مرکزی جدید در لچ‌ورث افتتاح شد.
ارنست اسکات، واتسون، جورج واگستاف سیمونز، پرسی پولتر و آرتور آلدریج، از افرادی بودند که سابقه خدمت در اتحادیه هارتفوردشیر را دارند.

## تشکیلات
اتحادیه فوتبال هارتفوردشیر به دنبال محافظت و توسعه فوتبال در داخل این شهرستان است. هر دو تیم مدیریتی و توسعه، در کنار هم به دنبال بهبود تجربه فوتبال برای مردم هارتفوردشیر هستند.
- تیم مدیریتی  با برنامه‌ریزی‌ها، تنظیم مسابقات، داوران، اعضاء اتحادیه و  سوالات عمومی مربوط به بخش مدیریتی فوتبال پایه در سراسر شهرستان سروکار دارد.
- تیم توسعه با استاندارد اساسنامه، آموزش مربیان، زنان و دختران، معلولان، فوتبال با نفرات کمتر، امکانات، تامین مالی و همکاری با شرکای کلیدی برای ایجاد فرصت‌های بیشتر برای مشارکت در فوتبال سروکار دارد.[۲]

## لیگ‌های اتحادیه
| - لیگ برتر شهرستان هارتفوردشیر (۱۹۰۳) - لیگ هارتفورد و نواحی (۱۹۱۰) - لیگ کلیساهای هارتفوردشیر و نواحی (۲۰۰۵) - لیگ شنبه غرب هرتس - لیگ فرعی روستایی مرکز هرتس (۱۹۶۸) - لیگ جوانان رویستون کرو (۱۹۷۱) - لیگ دوستانه واتفورد (۱۹۷۰) - لیگ جوانان هرتس غربی | - لیگ یکشنبه بارنت (۱۹۶۶) - لیگ یکشنبه برکمستد - لیگ کورینتیان هرتس شرقی (۱۹۹۳) - لیگ یکشنبه هیچین (۱۹۷۷) - لیگ شمال لندن و جنوب هرتس (۱۹۸۵) - لیگ یکشنبه المپین – واتفورد (۱۹۷۲) - لیگ یکشنبه برکمستد - لیگ یکشنبه شمال غرب اسکس - لیگ یکشنبه استیونیج - لیگ (یکشنبه) والثام - لیگ یکشنبه واتفورد - لیگ یکشنبه ولین هت‌فیلد | - لیگ دختران و زنان بردفوردشیر و شهرستان هارتفوردشیر - لیگ مشارکتی فوتبال دختران هارتفوردشیر (۲۰۰۸) - لیگ ۵ نفره مرکوری ور و نواحی (۱۹۶۹) - آکادمی فوتبال استیونیج بورو (۲۰۰۳) - لیگ مشارکتی ۵ نفره استیونیج بورو (۱۹۹۹) - برتر ۵ نفره ور ویک - لیگ ۵ نفره ور ویک - لیگ ۵ نفره ولین (فوتبال موندیال) - ۵ نفره وودسون |

## باشگاه‌های عضو
باشگاه‌هایی که عضو اتحادیه فوتبال شهرستان هارتفوردشیر هستند:
- بولدک تاون
- بارنت
- بیشاپس استورتفرد
- بورم وود
- برکمستد
- برکمستد رایدرز
- بوینگدن
- چزنت
- کودیکوت
- کونی هیث
- هادلی
- هارپندن تاون
- هت‌فیلد تاون
- همل همپستید تاون
- هارتفرد تاون
- هیچین تاون
- هادسدون تاون
- کینگز لنگلی
- لچ‌ورث گاردن سیتی ایگلز
- لیوراستاک گرین
- لاندن کونی
- مک‌ابی لاندن لاینز
- اُکسی جتس
- پوترز بار تاون
- رویستن تاون
- جوانان رویستن تاون
- سندریج روورز
- سرات
- ساوبریج‌ورث تاون
- سنت البنز سیتی
- سنت مارگارتس‌بری
- استیونیج
- ترینگ اتلتیک
- ترینگ کورینثیانس
- ور
- واتفورد
- ولین گاردن سیتی
- ورملی روورز

## باشگاه‌های برتر زنان
- زنان آرسنال
- بانوان کونی هیث[و]
- زنان رویستون تاون[ه]
- بانوان استیونیج[ی]
- بانوان واتفورد
- بانوان وادسون پارک[اا]

## رقابت‌های جام شهرستان
اتحادیه فوتبال شهرستان هارتفوردشیر رقابت‌های جام زیر را برگزار می‌کند:
| - جام رقابت‌های برتر هرتس - جام صدسالگی هارتفوردشیر - جام خیریه هارتفوردشیر - جام خیریه هارتفوردشیر - جام متوسطه هارتفوردشیر - جام برتر هارتفوردشیر - جام برتر یکشنبه هارتفوردشیر - جام یکشنبه متوسطه هارتفوردشیر - جام یکشنبه جوانان هارتفوردشیر - جام پیشکسوتان هارتفوردشیر - جام زنان هارتفوردشیر | - جام رقابت‌های زیر-۹ سال پسران هارتفوردشیر - جام رقابت‌های زیر-۱۰ سال پسران هارتفوردشیر - جام رقابت‌های زیر-۱۱ سال پسران هارتفوردشیر - جام رقابت‌های زیر-۱۲ سال پسران هارتفوردشیر - جام رقابت‌های زیر-۱۳ سال پسران هارتفوردشیر - جام رقابت‌های زیر-۱۴ سال پسران هارتفوردشیر - جام رقابت‌های زیر-۱۵ سال پسران هارتفوردشیر - جام رقابت‌های زیر-۱۶ سال پسران هارتفوردشیر - جام رقابت‌های زیر-۱۸ سال پسران هارتفوردشیر | - زیر-۱۰ سال ۷ نفره دختران هارتفوردشیر - زیر-۱۴ سال ۹ نفره دختران هارتفوردشیر - جام رقابت‌های زیر-۱۰ سال ۷ نفره دختران هارتفوردشیر - زیر-۱۱ سال ۷ نفره دختران هارتفوردشیر - جام رقابت‌های زیر-۱۲ سال دختران هارتفوردشیر - جام رقابت‌های زیر-۱۳ سال دختران هارتفوردشیر - جام رقابت‌های زیر-۱۴ سال ۹ نفره دختران هارتفوردشیر - جام رقابت‌های زیر-۱۴ سال دختران هارتفوردشیر - جام رقابت‌های زیر-۱۵ سال دختران هارتفوردشیر - جام رقابت‌های زیر-۱۶ سال دختران هارتفوردشیر |

## واژه‌نامه
1. ↑  Vicki Askew
2. ↑  Mr R. Cook
3. ↑  Mr.H.W. English
4. ↑  George Wagstaffe Simmons
5. ↑  Hertfordshire and Borders Churches League
6. ↑  West Herts Saturday League
7. ↑  Mid Herts Rural Minors League
8. ↑  Watford Friendly League
9. ↑  West Herts Youth League
10. ↑  Berkhamsted Sunday League
11. ↑  East Herts Corinthian League
12. ↑  Hitchin Sunday League
13. ↑  North London and South Herts League
14. ↑  Olympian Sunday League – Watford
15. ↑  Review Sunday League
16. ↑  North West Essex Sunday League
17. ↑  Stevenage Sunday League
18. ↑  Waltham (Sunday) League
19. ↑  Watford Sunday League
20. ↑  Welwyn Hatfield Sunday League
21. ↑  Bedfordshire and Hertfordshire County Girls and Women's League
22. ↑  Hertfordshire Girls Football Partnership League
23. ↑  Mercury Ware & District 5-a-Side League
24. ↑  Stevenage Borough Football Academy
25. ↑  Stevenage Corporate 5-a-Side League
26. ↑  Ware Week 5-a-Side Senior
27. ↑  Ware Week 5-a-Side Youth
28. ↑  Welwyn 5-a-Side League
29. ↑  Wodson Fives
30. ↑  Colney Heath Ladies
31. ↑  Royston Town Women
32. ↑  Stevenage Ladies
33. ↑  Wodson Park Ladies
34. ↑  Hertfordshire Charity Cup
35. ↑  Hertfordshire Charity Shield
36. ↑  Hertfordshire Intermediate Cup
37. ↑  Hertfordshire Junior Cup
38. ↑  Hertfordshire Sunday Senior Cup
39. ↑  Hertfordshire Sunday Intermediate Cup
40. ↑  Hertfordshire Sunday Junior Cup
41. ↑  Hertfordshire Veterans' Cup
42. ↑  Hertfordshire Women's Cup
43. ↑  Hertfordshire Boys U9 Challenge Cup
44. ↑  Hertfordshire Boys U10 Challenge Cup
45. ↑  Hertfordshire Boys U11 Challenge Cup
46. ↑  Hertfordshire Boys U12 Challenge Cup
47. ↑  Hertfordshire Boys U13 Challenge Cup
48. ↑  Hertfordshire Boys U14 Challenge Cup
49. ↑  Hertfordshire Boys U15 Challenge Cup
50. ↑  Hertfordshire Boys U16 Challenge Cup
51. ↑  Hertfordshire Boys U18 Challenge Cup
52. ↑  Hertfordshire 7 v. 7 Girls U10
53. ↑  Hertfordshire 9 v. 9 Girls U14
54. ↑  Hertfordshire 9 v. 9 Girls U14
55. ↑  Hertfordshire U11 Girls 7 v. 7
56. ↑  Hertfordshire U12 Girls Challenge Cup
57. ↑  Hertfordshire U13 Girls Challenge Cup
58. ↑  Hertfordshire Girls U14 '9 v. 9' Challenge Cup
59. ↑  Hertfordshire Girls U14 Challenge Cup
60. ↑  Hertfordshire Girls U15 Challenge Cup
61. ↑  Hertfordshire Girls U16 Challenge Cup